# Carl Hamilton (litterær figur)
 Der er flere personer med dette navn, se Carl Hamilton.
Carl Gustaf Gilbert Hamilton er fiktiv agent i Jan Guillous spændings-serie Hamilton.
Hamilton er i mange henseende en nordisk udgave af Ian Flemings James Bond-figur.

## Krimiserien om Carl Hamilton
1. Kodenavn: Coq Rouge (1986)
2. Den demokratiske terrorist (1987)
3. I nationens interesse (1989)
4. Dine fjenders fjende (1989)
5. Den agtværdige morder (1990)
6. Øje for Øje (1991)
7. Ingen mands land (1992)
8. Den tabte sejr (1993)
9. I Hendes Majestæts tjeneste (1994)
10. En borger hævet over enhver mistanke (1995)
11. Hamlon (1995))
12. Madame Terror (2006)
13. Men ikke hvis det gælder din datter (2008)

Dukker desuden op i bøgerne "Dem der dræber drømme sover aldrig" og "Den anden dødssynd" fra serien "Det store århundrede".